# Dirigente (pubblica amministrazione italiana)
Un dirigente, nella pubblica amministrazione italiana, è un lavoratore dipendente di una amministrazione pubblica, centrale o locale, in possesso di apposita qualifica e incaricato di dirigere un ufficio (previamente individuato a livello di organizzazione interna dell'ente come sede di livello dirigenziale). Gli possono essere attribuite funzioni ispettive, di vigilanza, di controllo, di consulenza, studio e ricerca nonché la rappresentanza dell'amministrazione di appartenenza in contesti internazionali.

## Storia
Nelle amministrazioni statali italiane, la figura del dirigente fu introdotta con il Decreto del presidente della Repubblica 30 giugno 1972, n. 748, che creò la nuova carriera dirigenziale, scindendola da quella direttiva, prevista dal D.P.R. 10 gennaio 1957, n. 3. In questo modo, venne introdotta nei ministeri una figura dotata di attribuzioni proprie, direttamente conferite dalla legge (quindi un organo amministrativo in senso proprio), senza necessità di delega da parte del ministro, che superava la logica organizzativa fortemente accentrata, di ascendenza cavourriana, sulla quale si era fino ad allora basata l'organizzazione ministeriale.
La dirigenza fu articolata in tre qualifiche, in ordine ascendente: primi dirigenti, dirigenti superiori e dirigenti generali. In seguito la dirigenza fu estesa anche alle altre amministrazioni pubbliche, pur con una disciplina non sempre corrispondente a quella statale (ad esempio, negli enti locali i dirigenti erano suddivisi in due sole qualifiche) e con un ruolo meno incisivo di quello attribuito a quest'ultima. Le menzionate riforme introdussero anche un nuovo tipo di responsabilità di risultato, la responsabilità dirigenziale, che gravava solo sui dirigenti e che veniva a differenziarli nettamente dal resto del pubblico impiego.
Il fine ispiratore di dette riforme – separare il momento politico dell'azione amministrativa, affidato agli organi di governo, da quello tecnico-gestionale, affidato ai dirigenti – non fu tuttavia raggiunto, sia perché gli organi politici continuarono a mantenere incisivi poteri d'ingerenza sull'operato dei dirigenti, sia perché questi ultimi si mostrarono piuttosto restii ad esercitare i nuovi poteri, assumendosi le conseguenti responsabilità.
Dopo il sostanziale fallimento delle riforme degli anni 1970 un nuova stagione di riforme, che ha preso il via - nell'ambito della contrattualizzazione del pubblico impiego in Italia - col d.lgs. 3 febbraio 1993 n. 29, ha posto in primo piano il potenziamento del ruolo dirigenziale. Con le riforme degli anni novanta, si è realizzata una netta separazione di funzioni tra organi politici e dirigenti, tanto che, secondo alcuni giusamministrativisti, l'esercizio di funzioni gestionali da parte dei primi configurerebbe un'ipotesi di incompetenza assoluta, alla quale consegue la nullità dell'atto e non più, come si riteneva precedentemente, di incompetenza relativa, con conseguente annullabilità (e quindi consolidabilità) del provvedimento Inoltre è venuto meno il tradizionale rapporto gerarchico che legava il vertice politico dell'amministrazione (ministro, sindaco, ecc.) ai dirigenti, sostituito da un più tenue rapporto di direzione politica, in virtù del quale l'organo di governo può emanare direttive, che indicano al dirigente gli obiettivi da perseguire ed eventualmente i criteri ai quali attenersi, ma non può più emanare ordini, che invece vincolano in modo puntuale il comportamento del destinatario. La disciplina generale è stata poi raccolta nel testo unico sul pubblico impiego emanato a fine marzo 2001.

## Caratteristiche connesse

### Separazione tra politica e amministrazione
Uno dei criteri ispiratori della riforma è il principio di separazione tra politica e amministrazione, enunciato nell'art. 4 del D.Lgs. 165/2001, che stabilisce una separazione netta tra indirizzo politico e gestione.
Secondo tale principio:
- Gli organi di governo esercitano le funzioni di indirizzo politico-amministrativo, definendo gli obiettivi e i programmi da attuare. Adottano gli altri atti rientranti nello svolgimento di tali funzioni, e verificano la rispondenza dei risultati dell'attività amministrativa e della gestione agli indirizzi impartiti.
- Ai dirigenti spetta l'adozione degli atti e provvedimenti amministrativi, compresi tutti gli atti che impegnano l'amministrazione verso l'esterno, nonché la gestione finanziaria, tecnica e amministrativa mediante autonomi poteri di spesa di organizzazione delle risorse umane, strumentali e di controllo. Essi sono responsabili in via esclusiva dell'attività amministrativa, della gestione e dei relativi risultati.

La qualifica dirigenziale è unica, ma articolata, in due fasce:
- Dirigenti di I fascia: nella quale sono collocati soggetti cui è attribuita la responsabilità di direzione di un ufficio dirigenziale generale;
- Dirigenti di II fascia: nella quale sono collocati soggetti cui è attribuita la responsabilità di direzione di un ufficio dirigenziale non generale.

### Laqualifica dirigenzialee l'incarico dirigenziale
La qualifica dirigenziale è stata scissa dall'incarico dirigenziale. La prima è ora unica (sebbene articolata, nelle amministrazioni dello Stato, in due fasce) e viene conferita in modo stabile con il contratto individuale di lavoro, a seguito di una procedura concorsuale. L'incarico dirigenziale, invece, riguarda lo specifico ufficio al quale il dirigente è preposto ed è conferito a tempo determinato, con un separato contratto, preceduto da un provvedimento amministrativo; il conferimento è deciso dall'organo politico o dal dirigente di livello superiore con ampia discrezionalità. Dunque, la qualifica è solo più un presupposto per il conferimento di incarichi dirigenziali e, anzi, le norme più recenti hanno consentito, seppur entro ristretti limiti numerici, il conferimento di tali incarichi anche ad altri dipendenti della pubblica amministrazione (di norma personale dell'area di inquadramento più elevata prevista dal CCNL di ciascun comparto) o a estranei, in possesso o privi di qualifica dirigenziale purché posseggano in astratto i requisiti per accedervi. D'altra parte, i rapporti di sovraordinazione/subordinazione tra dirigenti non sono più legati, come in passato, alla qualifica posseduta ma all'incarico di volta in volta ricoperto; inoltre, nella retribuzione del dirigente la parte correlata alla qualifica, e perciò uguale per tutti (detta trattamento fondamentale), ha oggi un peso molto minore della parte correlata all'incarico ricoperto, detta retribuzione di posizione, alla quale si aggiunge la retribuzione di risultato correlata al grado di conseguimento degli obbiettivi assegnati, come stabilito con la riforma Brunetta dal D.Lgs. 27 ottobre 2009 n. 150.
Va aggiunto che non tutti gli incarichi dirigenziali comportano la direzione di un ufficio, infatti secondo l'art. 19 del D.Lgs. 165/2001:
Quanto alle modalità per il conferimento degli incarichi dirigenziali sono stabilite da atti organizzativi di ciascuna amministrazione, quali il regolamento degli uffici e dei servizi nei comuni e province, secondo criteri di competenza professionale, seguendo le linee guida indicate dalla direttiva della Presidenza del Consiglio dei ministri, Dipartimento per la Funzione Pubblica, 19 dicembre 2007 n. 10.
La giurisprudenza della Corte suprema di cassazione nel 2006 ha, inoltre, ritenuto di natura privatistica l'atto di affidamento dell'incarico che, pertanto, non è provvedimento amministrativo, espressione di poteri autoritativi, e non rientra nella giurisdizione del giudice amministrativo.
La Corte nel 2008 ha inoltre stabilito che nel conferimento degli incarichi la pubblica amministrazione è obbligata a valutazioni anche comparative, all'adozione di adeguate forme di partecipazione ai processi decisionali e a esternare le ragioni giustificatrici delle scelte, alla luce anche delle clausole generali di correttezza e buona fede nonché dei principi di imparzialità e di buon andamento di cui all'art. 97 della Costituzione. Infine la stessa Corte nello stesso anno ha ribadito l'esistenza del principio di turnazione degli incarichi dirigenziali che costituisce il fondamento dell'assegnazione degli stessi.
In tema di incompatibilità e di inconferibilita di incarichi, inclusi quelli dirigenziali, è intervenuto il d.lgs. 8 aprile 2013, n. 39, che prevede particolari disposizioni in materia. Inoltre, ai sensi del decreto legge 24 giugno 2014 n. 90 – convertito in legge 11 agosto 2014, n. 114 – è vietato il conferimento di incarichi a soggetti lavoratori del settore pubblico e privato posti in quiescenza, fatti salvi gli incarichi a titolo gratuito e comunque della durata non superiore a un anno, non prorogabili e non rinnovabili presso ciascuna amministrazione

### La responsabilità dirigenziale
Parallelamente ai più incisivi poteri riconosciuti ai dirigenti è stata rafforzata la responsabilità dirigenziale, ora disciplinata dall'art. 21 del D.Lgs. 165/2001.
Il mancato raggiungimento degli obiettivi accertato attraverso le risultanze del sistema di valutazione ovvero l'inosservanza delle direttive imputabili al dirigente, previa contestazione e ferma restando l'eventuale responsabilità disciplinare secondo la disciplina contenuta nel contratto collettivo, comportano l'impossibilità di rinnovo dello stesso incarico dirigenziale. In relazione alla gravità dei casi, l'amministrazione può inoltre, previa contestazione e nel rispetto del principio del contraddittorio, revocare l'incarico collocando il dirigente a disposizione dei ruoli ovvero recedere dal rapporto di lavoro secondo le disposizioni del contratto collettivo.
Al di fuori dei casi precedenti, al dirigente nei confronti del quale sia stata accertata, previa contestazione e nel rispetto del principio del contraddittorio secondo le procedure previste dalla legge e dai contratti collettivi nazionali, la colpevole violazione del dovere di vigilanza sul rispetto, da parte del personale assegnato ai propri uffici, degli standard quantitativi e qualitativi fissati dall'amministrazione la retribuzione di risultato è decurtata, sentito il Comitato dei garanti, in relazione alla gravità della violazione di una quota fino all'ottanta per cento.
La mancata emanazione di provvedimenti amministrativi nei termini costituisce inoltre elemento di valutazione della responsabilità dirigenziale. Il rispetto dei termini per la conclusione dei procedimenti rappresenta un elemento di valutazione dei dirigenti; di esso si tiene conto al fine della corresponsione della retribuzione di risultato.

## Accesso alla qualifica dirigenziale
Condizioni imprescindibili per l'accesso a una posizione di dirigente pubblico sono il possesso di un diploma di laurea e di un'adeguata esperienza. Il sistema di reclutamento e formazione dei dipendenti pubblici è stato modificato dal D.P.R. 16 aprile 2013 n. 70, esso può tuttavia avvenire secondo diverse modalità.

### Reclutamento per concorso
L'accesso alla qualifica di dirigente di ruolo nelle amministrazioni statali, per concorso, è disciplinato dall'art. 28 del d.lgs. 30 marzo 2001, n. 165 e avviene normalmente tramite concorso bandito dalle singole amministrazioni pubbliche, oppure per corso-concorso selettivo di formazione bandito dalla scuola nazionale dell'amministrazione (SNA).
Al concorso per esami possono essere ammessi:
- i dipendenti di ruolo della pubblica amministrazione italiana muniti di diploma di laurea, che abbiano compiuto almeno cinque anni di servizio come funzionario oppure - se in possesso del dottorato di ricerca o del diploma di specializzazione conseguito presso le scuole di specializzazione individuate con decreto del Presidente del Consiglio dei Ministri, di concerto con il Ministro dell'istruzione, dell'università e della ricerca - almeno tre anni di servizio svolti in posizioni funzionali per l'accesso alle quali è richiesto il possesso del dottorato di ricerca o di laurea. Per i dipendenti delle amministrazioni statali reclutati a seguito di corso-concorso, il periodo di servizio è ridotto a quattro anni;
- i soggetti in possesso della qualifica di dirigente in enti e strutture pubbliche, muniti del diploma di laurea, che abbiano svolto per almeno due anni funzioni dirigenziali;
- coloro che hanno ricoperto incarichi dirigenziali o equiparati in amministrazioni pubbliche per un periodo non inferiore a cinque anni, purché muniti di diploma di laurea;
- i cittadini italiani, forniti di idoneo titolo di studio universitario, che hanno maturato, con servizio continuativo per almeno quattro anni presso enti od organismi internazionali, esperienze lavorative in posizioni funzionali apicali per l'accesso alle quali è richiesto il possesso del diploma di laurea.

Al corso-concorso possono essere ammessi, a seguito di apposita selezione:
- soggetti muniti di laurea nonché di uno dei seguenti titoli: laurea specialistica, diploma di specializzazione, dottorato di ricerca, o altro titolo post-universitario rilasciato da istituti universitari italiani o stranieri, ovvero da primarie istituzioni formative pubbliche o private (riconosciute con decreto del Presidente del Consiglio dei ministri);
- dipendenti di ruolo delle pubbliche amministrazioni, muniti di laurea, che abbiano compiuto almeno cinque anni di servizio, svolti in posizioni funzionali per l'accesso alle quali è richiesto il possesso del diploma di laurea;
- dipendenti di strutture private, collocati in posizioni professionali equivalenti a quelle che consentono ai dipendenti pubblici l'accesso al concorso per esami, se sono muniti del diploma di laurea e hanno maturato almeno cinque anni di esperienza lavorativa in tali posizioni professionali all'interno delle strutture stesse.

Il corso-concorso ha durata di 12 mesi comprensivi di un periodo di applicazione presso amministrazioni pubbliche, uffici amministrativi di uno Stato dell'Unione europea o di un organismo comunitario o internazionale. Durante la partecipazione al corso e nel periodo di applicazione è corrisposta una borsa di studio a carico della scuola nazionale dell'amministrazione. Al termine dei dodici mesi di formazione d'aula gli allievi che hanno ottenuto nella valutazione continua una media non inferiore a settanta centesimi sono ammessi a sostenere un esame-concorso intermedio. Al termine del semestre di applicazione gli allievi sostengono un esame-concorso finale valutato in centesimi. La graduatoria di merito conclusiva del corso-concorso è predisposta in base alla somma dei punteggi conseguiti nell'esame-concorso intermedio e nell'esame-concorso finale da ciascun candidato. La SNA stabilisce le sedi di svolgimento del corso-concorso, le materie di insegnamento, gli eventuali insegnamenti opzionali, i piani di studio, i criteri della valutazione continua e di svolgimento delle prove dell'esame-concorso intermedio e dell'esame-concorso finale, nonché le norme che gli allievi sono tenuti a osservare durante la frequenza del corso. Ai partecipanti al corso è corrisposta una borsa di studio.
Invece, i vincitori dei concorso per esami, anteriormente al conferimento del primo incarico dirigenziale, frequentano un ciclo di attività formative organizzato dalla scuola nazionale dell'amministrazione (che può anche comprendere l'applicazione presso amministrazioni italiane e straniere, enti o organismi internazionali, istituti o aziende pubbliche o private).
Uno speciale corso concorso è altresì previsto per il reclutamento dei dirigenti scolastici. Secondo l'art. 29 del D.Lgs. 165/2001:
L'accesso alla qualifica dirigenziale nelle amministrazioni periferiche avviene con modalità analoghe alle amministrazioni statali, anche senza superamento di corso-concorso.

### Assunzione diretta
Un'ulteriore fattispecie di reclutamento, non subordinato all'esperimento del concorso per esami oppure al corso-concorso, è prevista dall'art. 19 del d.lgs. 30 marzo 2001, n. 165. In base a tale disposizione ciascuna amministrazione, entro determinati limiti, può conferire incarichi dirigenziali a soggetti esterni, individuati tra:
- Chi non appartiene ai ruoli dell'amministrazione chiamante ma è già dirigente presso altra pubblica amministrazione italiana, ovvero di organi costituzionali, previo collocamento fuori ruolo, comando o analogo provvedimento;
- Chi, anche non dirigente, sia in possesso di particolare e comprovata qualificazione professionale e
  - abbia svolto attività in organismi ed enti pubblici o privati ovvero aziende pubbliche o private con esperienza acquisita per almeno un quinquennio in funzioni dirigenziali, o
  - abbia conseguito una particolare specializzazione professionale, culturale o scientifica desumibile dalla formazione universitaria e post universitaria, da pubblicazioni scientifiche o da concrete esperienze di lavoro maturate, anche presso amministrazioni statali, in posizioni funzionali previste per l'accesso alla dirigenza, o
  - provenga da settori di ricerca, della docenza universitaria, delle magistrature e dei ruoli degli avvocati e dei procuratori dello Stato.

Tali incarichi sono a tempo determinato e non possono comunque essere inferiori a tre anni ed eccedere il limite di cinque anni. Nel caso di dirigenti provenienti da altre amministrazioni il limite è del 10% della dotazione organica dei dirigenti appartenenti alla prima fascia e del 5% della dotazione organica di quelli appartenenti alla seconda fascia, mentre sale al 30% negli enti locali, secondo quanto stabilito dalla regolamentazione interna degli enti. Invece, nel caso di dirigenti provenienti dall'esterno, il limite è del 10% della dotazione organica dei dirigenti appartenenti alla prima fascia e dell'8% della dotazione organica di quelli appartenenti alla seconda fascia.
Ai dirigenti incaricati può essere riconosciuta, oltre al normale trattamento economico, una indennità commisurata alla specifica qualificazione professionale, tenendo conto della temporaneità del rapporto e delle condizioni di mercato relative alle specifiche competenze professionali.
Il Consiglio di Stato nell'Adunanza della Commissione speciale pubblico impiego del 27 febbraio 2003 ha fornito tre importanti indicazioni per la corretta applicazione della norma, stabilendo che:
- Gli enti pubblici diversi dallo Stato possano conferire incarichi a soggetti esterni ai sensi del comma 6 dell'art. 19 solo a seguito dell'adozione di appositi regolamenti di organizzazione che ai sensi dell'art. 27 del D.Lgs. 165/2001 recepiscano i contenuti delle norme dettate per la dirigenza statale;
- Gli incarichi dirigenziali ai sensi del comma 6, dell'art. 19, possono essere conferiti solo a soggetti esterni all'amministrazione che intende conferirli;
- Le percentuali stabilite dal comma 6 dell'art. 19 sono inderogabili.

L'individuazione dei soggetti idonei a ricoprire l'incarico è del tutto discrezionale ed è subordinata unicamente all'impossibilità di reperire le speciali professionalità nell'ambito della dirigenza di ruolo: non occorre operare una comparazione valutativa (concorso) in capo a più soggetti astrattamente idonei a ricoprire l'incarico. Si ritiene sufficiente la verifica della sussistenza dei requisiti indicati dalla legge in capo al soggetto cui si intende conferire l'incarico. Tale eccessiva discrezionalità ha dato quindi luogo a frequenti abusi.

## Il rapporto di lavoro
Il rapporto di lavoro dei dirigenti con l'amministrazione di appartenenza, così come quello della generalità dei dipendenti pubblici, è ora un rapporto di diritto privato, instaurato in virtù del processo di contrattualizzazione del pubblico impiego in Italia; come tale ricade nella disciplina generale civilistica del lavoro dipendente per gli aspetti non disciplinati da norme speciali (di fatto piuttosto limitati). Ai sensi della legge 6 novembre 2012, n. 190, si prevede inoltre la possibilità che i dirigenti possano ruotare, venendo assegnati a diverso ufficio, al fine di prevenire e contrastare fenomeni di corruzione.
È stata così superata la precedente impostazione che lo delineava come rapporto di diritto pubblico, instaurato e gestito mediante atti amministrativi; in conseguenza della contrattualizzazione, anche il rapporto di lavoro dei dirigenti pubblici è ora oggetto di disciplina da parte della contrattazione collettiva. È rimasto invece in regime di diritto pubblico il rapporto di lavoro di alcune categorie di dipendenti pubblici: gli appartenenti alla carriera prefettizia e diplomatica, il personale delle forze di polizia, ecc. (in un primo tempo era stato escluso dalla contrattualizzazione anche il rapporto di lavoro dei dirigenti generali).
Prima dell'attuazione della riforma Brunetta (D.Lgs. n. 150/2009) la contrattazione collettiva per la dirigenza era divisa in 8 aree, cui corrispondono i comparti del pubblico impiego:
- I (Aziende, Ministeri)
- II (Regioni e Autonomie locali)
- III (Sanità – amministrativa, sanitaria, tecnica e professionale)
- IV (Sanità – medica e veterinaria)
- V (Scuola)
- VI (Agenzie fiscali, Enti pubblici non economici)
- VII (Ricerca, Università)
- VIII (Presidenza del Consiglio dei ministri)

Alle predette si aggiunge l'area che raggruppa gli enti cd. ex art. 70 D.Lgs. 165/2001 (CNEL, ENEA, CONI, ENAC, EUR, ecc.).
La riforma Brunetta (D.Lgs. n. 150/2009) ha previsto la riduzione dei comparti a quattro aree (mediante la riformulazione del comma 2 dell'art. 40 del D.Lgs. n. 165/2001).
L'accordo in tal senso è stato raggiunto, tra ARAN e sindacati, in data 5 aprile 2016 e con il successivo C.C.N.Q. del 13 luglio 2016 l'ARAN e le firme sindacali hanno ridefinito i comparti e le aree di contrattazione, dando attuazione alla legge Brunetta.
Le nuove aree, valevoli sia per il personale dirigenziale che non dirigenziale (a partire dal prossimo rinnovo dei contratti collettivi) sono le seguenti: Funzioni centrali, Funzioni Locali, Istruzione e ricerca, Sanità.

## Funzioni e compiti
Il più significativo dei poteri di gestione e organizzazione relativo agli uffici e alle risorse umane, attribuito ai dirigenti dall'art. 5 del d.lgs. 165/2001, secondo il quale:
Nell'esercizio di questo potere, il dirigente è vincolato dalla legge e dagli atti organizzativi. Questi ultimi sono atti pubblici (regolamenti, atti amministrativi) adottati dagli organi di governo ai sensi dell'art. 2 del D.Lgs. 165/2001, secondo il quale:
Compiti e funzioni dei dirigenti sono elencati negli artt. 16 e 17 del D.Lgs. 165/2001.

### Amministrazioni centrali

#### Dirigenti generali
L'art. 16 del D.Lgs. 165/2001 si occupa dei dirigenti di uffici dirigenziali generali (direzioni generali e uffici equiparati) stabilendo che:
- a) formulano proposte ed esprimono pareri al Ministro nelle materie di sua competenza;
- a bis) propongono le risorse e i profili professionali necessari allo svolgimento dei compiti dell'ufficio cui sono preposti anche al fine dell'elaborazione del documento di programmazione triennale del fabbisogno di personale;
- b) curano l'attuazione dei piani, programmi e direttive generali definite dal Ministro e attribuiscono ai dirigenti gli incarichi e la responsabilità di specifici progetti e gestioni; definiscono gli obiettivi che i dirigenti devono perseguire e attribuiscono le conseguenti risorse umane, finanziarie e materiali;
- c) adottano gli atti relativi all'organizzazione degli uffici di livello dirigenziale non generale;
- d) adottano gli atti e i provvedimenti amministrativi ed esercitano i poteri di spesa e quelli di acquisizione delle entrate rientranti nella competenza dei propri uffici, salvo quelli delegati ai dirigenti;
- e) dirigono, coordinano e controllano l'attività dei dirigenti e dei responsabili dei procedimenti amministrativi, anche con potere sostitutivo in caso di inerzia, e propongono l'adozione, nei confronti dei dirigenti, delle misure previste dall'articolo 21;
- f) promuovono e resistono alle liti ed hanno il potere di conciliare e di transigere, fermo restando quanto disposto dall'articolo 12, comma 1, della legge 3 aprile 1979, n. 103;
- g) richiedono direttamente pareri agli organi consultivi dell'amministrazione e rispondono *ai rilievi degli organi di controllo sugli atti di competenza;
- h) svolgono le attività di organizzazione e gestione del personale e di gestione dei rapporti sindacali e di lavoro;
- i) decidono sui ricorsi gerarchici contro gli atti e i provvedimenti amministrativi non definitivi dei dirigenti;
- l) curano i rapporti con gli uffici dell'Unione europea e degli organismi internazionali nelle materie di competenza secondo le specifiche direttive dell'organo di direzione politica, sempre che tali rapporti non siano espressamente affidati ad apposito ufficio o organo;
- l bis) concorrono alla definizione di misure idonee a prevenire e contrastare i fenomeni di corruzione e a controllarne il rispetto da parte dei dipendenti dell'ufficio cui sono preposti.»

Il comma 5 del medesimo articolo aggiunge che:
Gli atti e i provvedimenti adottati dai dirigenti preposti al vertice dell'amministrazione e dai dirigenti di uffici dirigenziali generali non sono suscettibili di ricorso gerarchico.

#### Dirigenti di livello non generale
L'art. 17 del D.Lgs. 165/2001 si occupa, invece, dei dirigenti preposti a uffici di livello non generale, stabilendo che essi:
- a) formulano proposte ed esprimono pareri ai dirigenti degli uffici dirigenziali generali;
- b) curano l'attuazione dei progetti e delle gestioni ad essi assegnati dai dirigenti degli uffici dirigenziali generali, adottando i relativi atti e provvedimenti amministrativi ed esercitando i poteri di spesa e di acquisizione delle entrate;
- c) svolgono tutti gli altri compiti ad essi delegati dai dirigenti degli uffici dirigenziali generali;
- d) dirigono, coordinano e controllano l'attività degli uffici che da essi dipendono e dei responsabili dei procedimenti amministrativi, anche con poteri sostitutivi in caso di inerzia;
- e) provvedono alla gestione del personale e delle risorse finanziarie e strumentali assegnate ai propri uffici.
- e bis) effettuano la valutazione del personale assegnato ai propri uffici, nel rispetto del principio del merito, ai fini della progressione economica e tra le aree,  nonché della corresponsione di indennità e premi incentivanti.»

#### Dirigenti scolastici
Una disciplina specifica, relativa ai dirigenti scolastici, è poi contenuta nell'art. 25 del D.Lgs. 165/2001, secondo il quale:

#### Dirigenti giudiziari
Il d.lgs. 25 luglio 2006, n. 240, ha stabilito una divisione dei compiti tra magistrati a capo degli uffici giudiziari (tribunali ordinari e per i minorenni, procure della Repubblica, corti d'appello, procure generali della Repubblica, Tribunale Superiore delle Acque Pubbliche e Suprema Corte di Cassazione) e i dirigenti amministrativi degli stessi uffici, personale non appartenente alla magistratura e dipendente organicamente dal Dipartimento dell'Organizzazione Giudiziaria del Ministero della Giustizia.
È stato in particolare stabilito che "sono attribuite al magistrato capo dell'ufficio giudiziario la titolarità e la rappresentanza dell'ufficio, nei rapporti con enti istituzionali e con i rappresentanti degli altri uffici giudiziari, nonché la competenza a adottare i procedimenti necessari per l'organizzazione dell'attività giudiziaria e, comunque, concernenti la gestione del personale di magistratura e il suo stato giuridico", mentre al dirigente amministrativo spettano la gestione delle risorse umane, finanziarie e strumentali. Ogni anno i due soggetti sono tenuti a redigere concordemente un programma delle attività da svolgersi nel corso dell'anno.
La riforma non ha tuttavia prodotto tutti i suoi effetti sia per la resistenza dei magistrati a spogliarsi dei propri compiti amministrativi, sia per la mancata attuazione delle Direzioni regionali dell'Organizzazione giudiziaria.

#### Dirigenti del Ministero degli Affari Esteri
Il DPR 10 agosto 2000, n. 368 prevede le norme per l'individuazione dei posti di funzione di livello dirigenziale del Ministero degli affari esteri non attribuibili alla carriera diplomatica, a norma dell'articolo 2 della legge 28 luglio 1999, n. 266. Esso prevede che le funzioni dei dirigenti del Ministero degli Affari Esteri sono svolte presso l'amministrazione centrale e all'estero. Presso l'amministrazione centrale il dirigente del Ministero degli Affari Esteri svolge le seguenti funzioni:
- Direzione di strutture dirigenziali;
- Consulenza, ricerca e studio;
- Attività ispettiva.

In particolare, ai Dirigenti non diplomatici, è riservato il posto di Direttore Generale per l'Amministrazione e l'Informatica del Ministero degli Affari Esteri.
All'estero il Dirigente del Ministero degli Affari Esteri svolge le seguenti funzioni di natura consolare ovvero di natura amministrativa:
- Direzione di uffici consolari di prima categoria e collaborazione nei consolati generali;
- Esperti amministrativi per consulenza, ricerca, studio e attività ispettive in materia amministrativa e contabile presso le rappresentanze diplomatiche, ivi incluse le rappresentanze permanenti presso le organizzazioni internazionali;
- Responsabili della gestione dei servizi amministrativi decentrati di cui agli articoli 9 e 10 della legge 6 febbraio 1985, n. 15.

I dirigenti del Ministero degli Affari Esteri dell'area della promozione culturale (APC) sono preposti agli istituti italiani di cultura all'estero di maggiore rilevanza, nel numero di dieci, con particolare riguardo all'attività di coordinamento della promozione culturale di determinate aree geografiche.

### Amministrazioni periferiche
Per le amministrazioni pubbliche non centrali, va notato che la distinzione tra dirigenti di uffici dirigenziali generali e altri dirigenti non è presente in tutte le amministrazioni non statali. L'art. 27 del d.lgs. 30 marzo 2001, n. 165 stabilisce che:
Un'elencazione delle funzioni dirigenziali è altresì contenuta, per i comuni, le province e gli enti locali assimilati, nel d.lgs. 18 agosto 2000, n. 267  il quale all'art. 107, comma 3, stabilisce che:
- a) la presidenza delle commissioni di gara e di concorso;
- b) la responsabilità delle procedure d'appalto e di concorso;
- c) la stipulazione dei contratti;
- d) gli atti di gestione finanziaria, ivi compresa l'assunzione di impegni di spesa;
- e) gli atti di amministrazione e gestione del personale;
- f) i provvedimenti di autorizzazione, concessione o analoghi, il cui rilascio presupponga accertamenti e valutazioni, anche di natura discrezionale, nel rispetto di criteri predeterminati dalla legge, dai regolamenti, da atti generali di indirizzo, ivi comprese le autorizzazioni e le concessioni edilizie;
- g) tutti i provvedimenti di sospensione dei lavori, abbattimento e riduzione in pristino di competenza comunale, nonché i poteri di vigilanza edilizia e di irrogazione delle sanzioni amministrative previsti dalla vigente legislazione statale e regionale in materia di prevenzione e repressione dell'abusivismo edilizio e paesaggistico-ambientale;
- h) le attestazioni, certificazioni, comunicazioni, diffide, verbali, autenticazioni, legalizzazioni ed ogni altro atto costituente manifestazione di giudizio e di conoscenza;
- i) gli atti ad essi attribuiti dallo statuto e dai regolamenti o, in base a questi, delegati dal sindaco.»

L'art. 109 del d.lgs. 267/2000 precisa poi che:

### Terminologia degli atti
È invalso l'uso di denominare determinazione (spesso nella prassi abbreviato in "determina") il provvedimento adottato dal dirigente nella sua qualità di organo dell'amministrazione, sebbene tale uso non sia omogeneo tra le varie amministrazioni. In alcune si usa la denominazione di decreto dirigenziale; in altre si usa il più generico termine di "provvedimento". L'Arpal Puglia lo definisce «atto dirigenziale».

### Delega di funzioni dirigenziali e vicedirigenza
L'art. 17, comma 1 bis, del D.Lgs. 165/2001 (inserito dalla L. 145/2002) prescrive che i dirigenti non generali, per specifiche e comprovate ragioni di servizio, possono delegare per un periodo di tempo determinato, con atto scritto e motivato, alcune delle competenze comprese nelle funzioni di cui alle lettere b, d, ed e del comma 1 dell'art. 17 (escluse, quindi, quelle ad essi delegate dai dirigenti generali) a dipendenti che ricoprano le posizioni funzionali più elevate nell'ambito degli uffici ad essi affidati. In tal caso non trova applicazione l'art. 2103 del codice civile; il delegato, quindi, non potrà rivendicare alcun diritto a un superiore inquadramento, in conseguenza dell'esercizio delle funzioni delegate, anche prolungato nel tempo, come invece previsto per i lavoratori privati.
Con questa disposizione si vuole fare fronte a quella "saturazione gestionale" che rischia in alcuni casi di soffocare la dirigenza, facilitando la trasformazione del dirigente pubblico in un moderno soggetto manageriale, ossia un programmatore, gestore di risorse e processi e controllore dei relativi flussi, più che un diretto produttore di atti.
La stessa ratio è sottesa all'art. 17 bis del D.Lgs. 165/2001 (parimenti introdotto dalla L. 145/2002), che stabilisce:
In questo modo si vuole evidentemente creare nell'amministrazione pubblica una figura professionale analoga a quella dei quadri del settore privato.
La norma, non ancora attuata, ha sollevato dubbi sulla legittimità della soluzione adottata dal legislatore. L'art. 17 bis, infatti, invece di introdurre direttamente la categoria della vice dirigenza, ne "delega" il compito alla contrattazione collettiva, che però non è libera di individuare chi deve confluire nell'area, dovendosi conformare alla soluzione dettata dal legislatore, che ha fissato puntualmente l'ambito soggettivo di identificazione degli appartenenti alla nuova area contrattuale. Verrebbe così leso il principio che attribuisce alla contrattazione collettiva una competenza esclusiva in tema di inquadramento.
L'art. 17 bis norma stabilisce che "I dirigenti possono delegare ai vice dirigenti parte delle competenze di cui all'art. 17". Mentre il comma 1 bis dell'art. 17, pur sancendo un ambito di delega più limitato, è immediatamente applicabile, la delega di compiti alla vice dirigenza è subordinata a una previsione collettiva che introduca la categoria; questa, d'altra parte, ha carattere di stabilità e permanenza, laddove la delega prevista dal comma 1 bis dell'art. 17 ha una durata limitata e transitoria.
Ancora non appare chiaro quale siano i poteri delegabili ai vice dirigenti, e in particolare, se i dirigenti di seconda fascia possano delegare i compiti ad essi già delegati da parte dei dirigenti generali; la sub-delega, per principio generale non è ammessa in assenza di una legge che non la consenta espressamente. Né tanto meno è chiaro a quali vice-dirigenti possano essere delegati poteri gestori e soprattutto in applicazione di quali criteri.

## La mobilità tra settore pubblico e privato
La 15 luglio 2002, n. 145 (agli artt. 7, 8, 9) consente, secondo modalità differenziate, l'utilizzo di dirigenti pubblici presso enti e organismi pubblici e privati diversi dall'amministrazione di appartenenza.
I dirigenti delle pubbliche amministrazioni (nonché gli appartenenti alla carriera diplomatica e prefettizia e, limitatamente agli incarichi pubblici, anche i magistrati ordinari, amministrativi e contabili e gli avvocati e i procuratori dello Stato) possono essere collocati in aspettativa senza assegni, per lo svolgimento di attività presso soggetti e organismi, pubblici o privati, anche operanti in sede internazionale (comma 1, art 23 bis D.Lgs. 165 del 2001)
Vengono più precisamente individuate due ipotesi di "mobilità":
- il collocamento in aspettativa, a domanda dell'interessato, per lo svolgimento di attività presso soggetti privati o pubblici;
- l'assegnazione temporanea di personale presso imprese private, disposta direttamente dall'amministrazione, sempre con il consenso dell'interessato.

La prima dà al dipendente la possibilità di compiere una diversa esperienza lavorativa presso altra amministrazione o soggetti privati.
La seconda, invece, risponde prevalentemente a un interesse dell'amministrazione, fatto proprio nei "singoli progetti di interesse specifico" che giustificano l'assegnazione.

## Il licenziamento
Dopo la contrattualizzazione del pubblico impiego in Italia, la Cassazione nel 2007 ha chiarito che la disciplina della dirigenza pubblica non è sovrapponibile a quella delle aziende private, e deve invece essere assimilata a quella dei dipendenti della pubblica amministrazione italiana sulla base di quanto previsto dall'art. 21 del d.lgs. 30 marzo 2001, n. 165.
A sua volta, per il recesso del rapporto di lavoro degli impiegati pubblici (e dei dirigenti, a questi assimilati), valgono le stesse norme che regolano il licenziamento dei dipendenti privati con qualifica impiegatizia (in base all'art. 51, legge 165/2001), le tutele previste dall'articolo 18 dello Statuto dei Lavoratori, e il diritto alla reintegrazione. Il citato D.Lgs. 165/2001, art. 21, prevede che il licenziamento sia riservato ai casi di maggiore gravità di inosservanza delle direttive impartite dagli organi competenti e di ripetuto mancato raggiungimento degli obiettivi. Prima del licenziamento, sono previsti la revoca dell'incarico, oppure, in crescendo, la sospensione fino a 2 anni da qualsiasi incarico dirigenziale; sono però obbligatori la contestazione scritta e il contraddittorio.

## Rango e corrispondenze
Benché non esista una precisa griglia di equiparazione tra le varie cariche civili e militari dello Stato, il rango dei dirigenti può essere dedotto sia dall'ordine cerimoniale della Repubblica che da altre normative. A fini cerimoniali, i dirigenti si collocano nella sesta e nella settima categoria nell'ordine di precedenza dei funzionari pubblici stabilito con d.p.c.m. del 14 aprile 2006 (pubblicato sulla Gazzetta Ufficiale n. 174 del 28 luglio 2006) recante "Disposizioni generali in materia di cerimoniale e disciplina delle precedenze tra le cariche pubbliche".
| Dirigenti                                                                              | Equivalenti |
| -------------------------------------------------------------------------------------- | --- |
| - Direttori generali titolari dei Ministeri - Direttori regionali degli Uffici statali | - Decorati di medaglia d'oro al Valore militare e al Valore civile - Vice Segretari generali dei Ministeri - Presidente e direttore generale di agenzie governative - Presidente del Consiglio comunale, in sede - Presidente del Consiglio provinciale, in sede - Direttori generali degli enti pubblici nazionali anche economici - Procuratore regionale della Corte dei conti, in sede - Presidente della Commissione tributaria regionale, in sede - Presidente del Tribunale, in sede - Procuratore della Repubblica presso il Tribunale, in sede - Questore, in sede; Comandanti militari regionali, in sede - Comandanti militari provinciali, in sede - Consiglieri regionali, in sede - Garanti eletti dal Consiglio regionale, in sede; Difensore civico regionale, in sede - Segretari generali della Giunta e del Consiglio regionale, in sede - Cariche statali aventi qualifica o grado corrispondente a generale di divisione, purché titolari di incarico a rilevanza esterna                                         |
| - Direttori provinciali degli Uffici statali                                           | - Presidenti degli ordini professionali nazionali - Consoli onorari - Presidenti delle associazioni nazionali combattentistiche e d'arma riconosciute dal Ministero della difesa - Segretario generale Unioncamere - Presidente del Magistrato per il Po; Presidente del Tribunale regionale delle acque pubbliche, in sede - Presidente della Commissione tributaria Provinciale, in sede - Autorità portuale, Autorità di bacino, in sede - Presidente di delegazione della Banca d'Italia, in sede - Presidi di Facoltà universitarie, in sede - Vice Sindaco; Vice Presidente della Provincia; Vice Presidenti del Consiglio provinciale e comunale, in sede - Presidente della Comunità montana, in sede - Assessori comunali e provinciali, in sede - Difensore civico comunale e provinciale, in sede - Segretario generale di Comune capoluogo e Segretario generale della Provincia, in sede - Cariche statali aventi qualifica o grado corrispondente a generale di brigata, purché titolari di incarico a rilevanza esterna |
| - Dirigenti degli uffici comunali e provinciali                                        | - Presidenti delle ASL e delle agenzie regionali - Consiglieri comunali - Consiglieri provinciali - Professori ordinari di Università - Segretari comunali - Colonnelli e qualifiche e gradi equiparati - Tenenti Colonnelli e Maggiori e qualifiche e gradi equiparati |

Ai fini dell'attribuzione del trattamento economico spettante per le missioni all'estero, il personale dello Stato, compreso quello delle amministrazioni ad ordinamento autonomo, delle università e della scuola, è suddiviso nei gruppi indicati nella Tabella A annessa al decreto del Ministero del Tesoro 27 agosto 1998, come modificata dal D.lgs. n. 223 del 4 luglio 2006. I dirigenti di prima e seconda fascia ricadono nel gruppo III.
| Carriera | Qualifica |
| --- | --- |
| Dirigenza | dirigente dello Stato con incarico di direzione di uffici dirigenziali generali; restante personale con qualifica dirigenziale ed equiparato |
| Magistratura ordinaria | da magistrato di Corte di cassazione con funzioni sup. a magistrato di Tribunale dopo tre anni dalla nomina e qualifiche equiparate |
| Magistrati del Consiglio di Stato, della Corte dei conti, della Giustizia militare, dei Tribunali regionali amministrativi e avvocati e procuratori dello Stato                                                                                        | consigliere del Consiglio di Stato e della Corte dei conti e qualifiche equiparate; da magistrato militare di Cassazione a magistrato militare di Tribunale dopo tre anni dalla nomina; da avvocato dello Stato alla 3ª classe di stipendio ad avvocato dello Stato alla 1ª classe di stipendio e qualifiche equiparate |
| Carriera diplomatica | da Ministro plenipotenziario a consigliere di legazione e segretario di legazione |
| Carriera prefettizia | da prefetto a vice prefetto aggiunto e consigliere |
| Carriera militare-polizia Stato:generale di corpo d'armata, generale di divisione - dirigente generale di PS, generale di brigata - dirigente superiore, colonnello-primo dirigente, tenente colonnello-vice questore, maggiore-vice questore aggiunto | |
| Carriera universitaria | professori ordinari e professori associati, personale con qualifica dirigenziale |
| Personale della scuola | ispettori tecnici e capi d'istituto con qualifica dirigenziale delle scuole di ogni ordine e grado |

Presso il Ministero della difesa i posti di funzione dirigenziale possono essere occupati sia da civili che da militari, secondo la seguente tabella di equivalenza. I dirigenti civili hanno i relativi poteri gerarchici e disciplinari sul personale militare da essi dipendente. Il potere disciplinare si esercita mediante rapporto informativo al comandante di corpo che applica una delle sanzioni previste dal regolamento di disciplina militare.
| Dirigenti civili | Militari                                           |
| --- | -------------------------------------------------- |
| Direttore generale (I fascia)                                                                                       | Generale di corpo d'armata e generale di divisione |
| Vicedirettore generale (II fascia – 5º livello retributivo)                                                         | Generale di divisione e generale di brigata        |
| Capo reparto (II fascia – 4º livello retributivo)                                                                   | Generale di brigata e Colonnello                   |
| Capo divisione (II fascia – 1, 2 o 3º livello retributivo) Capo Sezione (II Fascia – 1, 2 o 3º livello retributivo) | Colonnello Tenente Colonnello e Maggiore           |

Per una tabella di equivalenza tra i gradi militari e quelli dei dirigenti civili delle forze di polizia italiane si veda la voce "Distintivi di grado e di qualifica italiani", mentre per una tabella di equivalenza tra i gradi degli ufficiali delle forze armate italiane e le qualifiche funzionali dei dipendenti pubblici si veda il Decreto del Ministero della Difesa 18 aprile 2002. A livello internazionale, un dirigente pubblico italiano è equivalente a un senior executive del Civil Service britannico, a un administrateur civil della funzione pubblica francese e a un chef d'unité della Commissione europea.